# Shen Pingan
Pour les articles homonymes, voir Shen.
Dans ce nom chinois, le nom de famille, Shen, précède le nom personnel.
Shen Pingan (né le 20 avril 1994) est un coureur cycliste chinois, spécialiste de la piste.

## Palmarès sur piste

### Jeux olympiques
- Rio 2016
  - 8e de la poursuite par équipes

### Championnats du monde
- Saint-Quentin-en-Yvelines 2015
  - 15e de la poursuite par équipes
- Londres 2016
  - 10e de la poursuite par équipes
- Apeldoorn 2018
  - 15e de la poursuite par équipes[1]
- Pruszków 2019
  - 17e de la poursuite par équipe[2]

### Jeux asiatiques
- Jakarta 2018
  -  Médaillé d'or de la poursuite par équipes (avec Guo Liang, Xue Chaohua et Qin Chenlu)

### Championnats d'Asie
- Astana 2014
  -  Champion d'Asie de poursuite par équipes (avec Shi Tao, Yuan Zhong et Qin Chenlu)
- Nakhon Ratchasima 2015
  -  Champion d'Asie de poursuite par équipes (avec Liu Wei, Qin Chenlu et Liu Hao)
- Izu 2016
  -  Champion d'Asie de poursuite par équipes (avec Fan Yang, Qin Chenlu, Liu Hao et Xue Chaohua)
- Nilai 2018
  -  Médaillé de bronze de la poursuite par équipes
- Jakarta 2019
  -  Médaillé d'argent de l'américaine